# Piotr Milewski (pisarz)
Piotr Milewski (ur. 1975) – polski pisarz, dziennikarz, fotografik, podróżnik i ekonomista.

## Życiorys
Urodził się w Chełmie, a wychował w Opolu. Jest absolwentem II Liceum Ogólnokształcącego w Opolu oraz Akademii Ekonomicznej w Poznaniu, gdzie się doktoryzował. Studiował także na Uniwersytecie Ekonomicznym w Wiedniu, Uniwersytecie w Pasawie, Wharton School Uniwersytetu Pennsylwanii w Filadelfii, Uniwersytecie Hokkaido w Sapporo oraz Uniwersytecie Handlowym w Otaru. Dziewięć lat spędził w Japonii. Był stypendystą Deutscher Akademischer Austauschdienst (DAAD), Polsko-Amerykańskiej Komisji Fulbrighta, Ministerstwa Edukacji, Kultury, Sportu, Nauki i Technologii Japonii, a także Ministra Kultury i Dziedzictwa Narodowego.
Podróżował po Europie, Ameryce Północnej, Azji i Afryce.

## Twórczość
Debiutował w 2000 wierszem na łamach Magazynu Literacko-Publicystycznego Młodych „Iskra”. W tym samym roku uzyskał wyróżnienia w I Ogólnopolskim Konkursie Literackim „O Gęsie Pióro” oraz IV Ogólnopolskim Konkursie Poetyckim „O ludzką twarz człowieka”.
W 2001 roku otrzymał nagrodę za anglojęzyczne wiersze w konkursie University of Pennsylvania Asian Literary Magazine Mosaic Spring Contest. Współdziałał z grupą poetycką Pilleus skupioną wokół Legnickiej Biblioteki Publicznej, łączącą literackie tradycje europejskie i japońskie. Współpracuje z polskimi i japońskimi czasopismami oraz z prasą polonijną. Pisze po polsku, angielsku i japońsku.
Autor bestsellerowych książek: „Transsyberyjska. Drogą żelazną przez Rosję i dalej” (2014), „Dzienniki japońskie. Zapiski z roku Królika i roku Konia” (2015), „Islandia albo najzimniejsze lato od pięćdziesięciu lat” (2018) oraz „Planeta K. Pięć lat w japońskiej korporacji” (2020). Współautor książki „Hokkaido. Japonia bez gejsz i samurajów” (2006). Jego teksty ukazały się także w antologiach: „Azja. Opowieści podróżne” (2018) oraz „Wyspa. Opowieści podróżne” (2019).
Jest również autorem słowników ekonomicznych oraz licznych prac naukowych oraz popularnonaukowych z zakresu ekonomii.

## Publikacje
Książki
- Transsyberyjska. Drogą żelazną przez Rosję i dalej (Znak, 2014, ISBN 978-83-240-2503-9)
- Dzienniki japońskie. Zapiski z roku Królika i roku Konia (Znak, 2015, ISBN 978-83-240-2671-5)
- Islandia albo najzimniejsze lato od pięćdziesięciu lat (Świat Książki, 2018, ISBN 978-83-240-2503-9)
- Planeta K. Pięć lat w japońskiej korporacji (Świat Książki, 2020, ISBN 978-83-813-9428-4)
- Tokio. Opowieści z Dolnego Miasta (Świat Książki, 2023, ISBN 978-83-828-9159-1)

Antologie
- Hokkaido. Japonia bez gejsz i samurajów (Wydawnictwo Mantis, 2006, ISBN 83-918125-7-X)
- Azja. Opowieści podróżne (Kontynenty, 2018, ISBN 978-83-943281-1-5)
- Wyspa. Opowieści podróżne (Kontynenty, 2019, ISBN 978-83-943281-4-6)

Publikacje naukowe
- Słownik podatków i księgowości: niemiecko-polski, polsko-niemiecki (Centrum Doradztwa i Inf. Difin, 2000, ISBN 83-7251-087-3)
- Słownik terminologii handlowej, podatkowej i księgowej polsko-niemiecki, niemiecko-polski (Oficyna Wydaw. Branta, 2002, ISBN 83-89073-10-2)
- Determinanty przekształcenia towarzystwa ubezpieczeń wzajemnych w ubezpieczeniową spółkę akcyjną (Biblioteka Fundacji "Warta", 2004, ISBN 83-915839-8-8)

## Słuchowiska
- Dzienniki japońskie. Zapiski z roku Królika i roku Konia czyta Grzegorz Kwiecień[2].

## Nagrody i wyróżnienia
- 2000: wyróżnienie w I Ogólnopolskim Konkursie Literackim „О Gęsie Pióro”
- 2000: wyróżnienie w IV Ogólnopolskim Konkursie Poetyckim „O ludzką twarz człowieka”
- 2001: nagroda za anglojęzyczne wiersze w konkursie University of Pennsylvania Asian Literary Magazine Mosaic Spring Contest
- 2015: Nagroda Magellana Magazynu Literackiego Кsiążki w kategorii najlepsza książka reportażowa roku 2014 (Transsyberyjska)
- 2016: Stypendium Ministerstwa Kultury i Dziedzictwa Narodowego
- 2016: Nagroda Magellana Magazynu Literackiego Кsiążki w kategorii najlepsza książka podróżnicza roku 2015 (Dzienniki japońskie)
- 2016: Nominacja do Nagrody Travelery National Geographic Polska w kategorii najlepsza książka podróżnicza roku 2015 (Dzienniki japońskie)
- 2018: Książka miesiąca grudnia Magazynu Literackiego Кsiążki” (Islandia)
- 2019: Nagroda Magellana Magazynu Literackiego Кsiążki w kategorii najlepsza książka podróżnicza roku 2018 (Islandia)
- 2019: Nominacja do Nagrody Travelery National Geographic Polska w kategorii najlepsza książka podróżnicza roku 2018 (Islandia)
- 2020: Laureat nagrody Traveler magazynu National Geographic Polska w kategorii Książka Roku 2020.[3]